# 第二次ディープボトムの戦い
第二次ディープボトムの戦い（だいにじディープボトムのたたかい、英: Second Battle of Deep Bottom、またはファッセルのミルの戦い（特に南部で）、ニューマーケット道路の戦い、ベイリーのクリークの戦い、チャールズシティ道路の戦い、ホワイトの酒場の戦いと様々に呼ばれる）は、南北戦争中の1864年8月14日から20日、バージニア州ヘンライコ郡のディープボトムで起きた戦闘である。6月に始まったピーターズバーグ包囲戦の中で起きた。
8月13日から14日に掛けての夜、ウィンフィールド・スコット・ハンコック少将の指揮する軍隊がディープボトムでジェームズ川を渡り、アメリカ連合国の首都リッチモンドに脅威を与え、ピーターズバーグ、塹壕、およびシェナンドー渓谷から南軍を誘き出した。8月14日、北軍第10軍団がニューマーケット・ハイツに接近し、一方第2軍団がベイリーのクリークに沿って右翼に北軍の前線を伸ばした。この夜、第10軍団がファッセルのミルに近い北軍右翼に移動した。8月16日、北軍がミルの近くで攻撃して当初は成功したが、南軍が反撃して北軍を撃退した。数日小競り合いが続いた後、8月20日夜に北軍はジェームズ川の南岸に戻った。南軍は北軍を追い返すことで脅威を去らせるという目標を達したが、北軍が期待していたようにその勢力を散開させられることになった。

## 背景
ディープボトムとは、リッチモンド市からは南東に11マイル (18 km)、ヘンライコ郡を流れるジェームズ川沿いで、ジョーンズネックと呼ばれる馬蹄形をした屈曲部近辺を地元で呼ぶ名称だった。この地点で川底が深かったのでこう呼ばれていた。川の南岸にあるバミューダハンドレッドからは都合のよい渡河地点だった。
北軍ユリシーズ・グラント中将は、1864年6月15日から18日に南軍の防衛線に対する最初の攻撃（第二次ピーターズバーグの戦い）を掛け、突破に失敗した後、ピーターズバーグ市の包囲を始めた。北軍の騎兵隊がピーターズバーグに至る鉄道を遮断するために、6月22日から7月1日にウィルソンとカウツによる襲撃を行う一方で、グラントとその配下の将軍達はピーターズバーグの要塞に対する襲撃を再開する作戦を練った。
7月27日から29日の第一次ディープボトムの戦いで、グラントはハンコック少将とフィリップ・シェリダン少将の指揮下にリッチモンド市と鉄道に脅威を与える遠征に送り、南軍をピーターズバーグの防衛線から誘き出すことが期待された。北軍の歩兵と騎兵の軍隊はベイリーのクリークとファッセルのミルで南軍の防衛線を突破できずに後退したが、一時的にピーターズバーグを守る南軍の戦力を減らすという目的は達した。ピーターズバーグに対して立てられた作戦は7月30日に決行されたが、そこで起こったクレーターの戦いは、グラントの部下達の判断の誤りが重なり、大きな損失を出して北軍の大敗となった。
北軍がクレーターの戦いで敗北したのと同じ日、シェナンドー渓谷から出て行った南軍のジュバル・アーリー中将がペンシルベニア州チェンバーズバーグの町を焼き討ちし、メリーランド州やペンシルベニア州の町々、さらにはワシントンD.C.に対する脅威となった。南軍ロバート・E・リー将軍は、グラントがアーリーに対抗して行うであろう行動を心配していた。実際にグラントは8月第1週にシェリダン将軍を統合したシェナンドー軍の指揮官に指名し、約4万名の軍勢でアーリーに対抗させた。リーは、リチャード・H・アンダーソン中将軍団のジョセフ・B・カーショー少将の歩兵師団と、フィッツヒュー・リー少将の指揮する騎兵師団をカルペパーに派遣し、アーリーを支援するか必要に応じてリッチモンド・ピーターズバーグの戦線に呼び戻すことのできるようにしていた。グラントはこの動きを誤解し、アンダーソンの全軍団がリッチモンドの付近から外れたと考え、ジェームズ川の北には約8,500名しか残っていないとみていた。グラントは再度南軍の首都リッチモンドに兵を進めて見ることにした。これはアーリーを支援する援軍を防ぐか、あるいは再度ピーターズバーグの防衛線の戦力を薄くする効果があると考えられた。
この遠征ではハンコックがこの時も上級将官だった。8月13日、デイビッド・B・バーニー少将の指揮する第10軍団、デイビッド・グレッグ准将の騎兵師団、およびハンコックの第2軍団砲兵隊がバミューダハンドレッドからディープボトムまで舟橋を渡った。一方第2軍団の残りは、ハンコック軍がシェリダンの支援のために北に派遣されると南軍に思わせる策略を実行していた。うだるような暑さの中をシティポイントまで大変な行軍を行った後、その間に多くの兵士が熱射病で倒れており、船に乗せられてチェサピーク湾の方向に送られたが、その兵士の多くは実際の目的地を知らなかった。その船隊の後をタグボートが追いかけ、新しい命令を持ってきたので、輸送船は方向転換し、8月13日から14日の夜にディープボトムで第2軍団を降ろした。その上陸は管理がまずかったので、スケジュールより遅れた。グラントの参謀は喫水の深い蒸気船を扱える適切な桟橋を用意していなかった。

## 戦闘

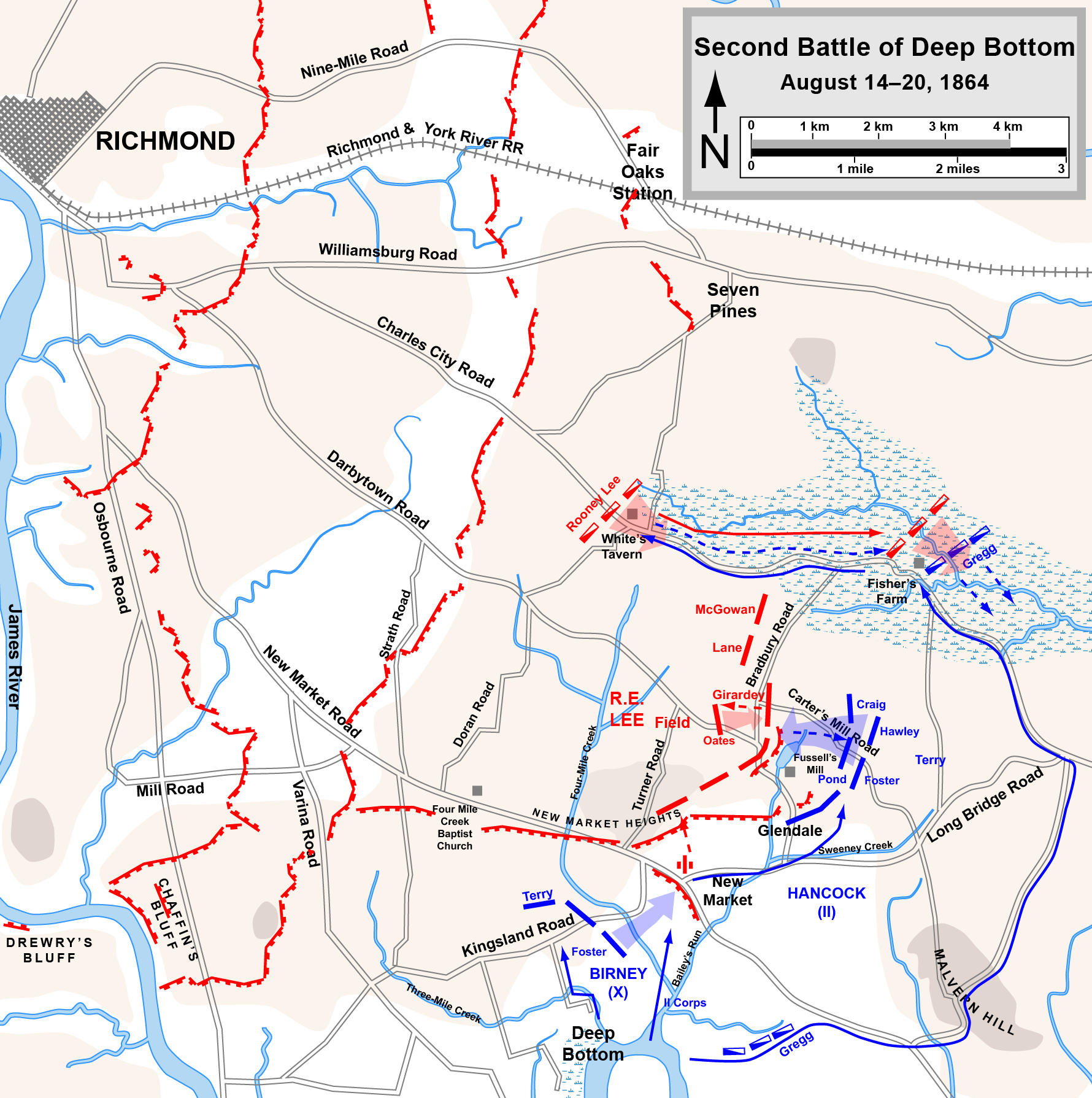
第二次ディープボトムの戦いの配置
南軍
北軍

### 8月14日
ハンコックは8月14日に指揮下の部隊全てがジェームズ川を渡り終えた後、バーニーの第10軍団を左翼に、ガーショム・モット准将が指揮する自身の第2軍団第3師団を中央に、フランシス・C・バーロー准将（ジョン・ギボン少将が不在の間一時的に指揮していた）の指揮する第1および第2師団を右翼に配置した。バーニーはニューマーケットハイツに示威行動を行うよう命令され、その間に第2軍団が南軍の左翼に回り込むこととされた。モットはニューマーケット道路をリッチモンドに向かって前進し、バーローはダービータウン道路沿いのファッセルのミルを攻撃し、グレッグの騎兵隊が郡の右側面を遮蔽し、リッチモンドに駆け込む機会を伺うこととされた。バーニーの軍団はキングスランド道路でうまく哨兵を追い返したがニューマーケットハイツの防御工作物で停止させられた。第2軍団の各部隊は緩りと配置に就き、熱射病による多くの死者を出していた。
バーロー隊がロングブリッジ道路の北、ダービータウン道路沿いの射撃壕に入った南軍と接触したのは8月14日正午になってからだった。バーローたちは南軍の強力さに驚かされた。バーニーとモットの前線では、南軍チャールズ・W・フィールド少将の指揮する1個師団全体が塹壕に入っていた。チャフィンの崖はカドマス・M・ウィルコックス少将の師団が守り、援軍が到着していた。暑さの中でバーロー隊が緩りと接近したので、南軍はファッセルのミルがある地域を榴弾砲隊とジョージ・T・アンダーソン准将のジョージア旅団で補強する時間があった。ハンコックの考えでは、バーロー隊が主たる攻撃部隊になるとしており、ダービータウン道路に沿って十分な戦力を充てるように指示した。バーローはその代わりに、幅広い前線を形成したので、その一端はモット隊の右翼にまで達した。この広がりと、深い森を抜けて前進しなければならなかったために、バーローの2個師団10,000名のうち、ファッセルのミルを攻撃したのは単一旅団に過ぎなかった。この部隊はファッセルのミルで、南軍マーティン・W・ゲーリー准将の騎兵2個連隊を追い払うことができたが、アンダーソンの旅団がその部隊を撃退した。フィールド隊がアンダーソン旅団の右翼に就いたとき、バーニー軍団の前の戦線が弱くなった。その軍団は前進して南軍の塹壕の幾らかを占領し、大砲を4門鹵獲した。
北軍の攻撃は概して不成功だったが、グラントが望んだ効果の幾らかは挙げていた。リーはリッチモンドに対する脅威が深刻なものだと確信し、前線の部隊を動かし始めた。ウィリアム・マホーン少将の師団から歩兵2個旅団と、ウェイド・ハンプトン少将とW・H・F・"ルーニー"・リー少将の騎兵師団を派遣した。グラントはハンコックに、8月15日に攻撃を再開するよう命令し、ハンコックは南軍の左翼に圧力を加え続けることに決めた。バーニーの軍団には夜間に動いてバーローの前線の端に加わるよう命令した。その夜雨が降っていたが、うだるような暑さが続き、バーニーの軍団の3分の1以上が倒れて離脱した。

### 8月15日-16日
バーニー軍団の移動は難しい地形のために遅れ、8月15日のほとんど1日を費やしたので、ハンコックが早朝に攻撃を掛けると言う作戦は中止された。部隊は午後1時頃にファッセルのミルに到着し、兵士が行軍の後で休養している間、この日の午後を使って偵察を行わせた。その後、バーニーはその日に攻撃を掛けるには遅すぎると判断した。
8月16日早朝、グレッグの騎兵隊が右翼に回ってグレンデールに行き、その後チャールズシティ道路をリッチモンドに向かう北西に進んだ。この部隊は"ルーニー"・リーの騎兵師団が道路を塞いでいるのを見つけ、終日戦闘が続くことになった。北軍の騎兵隊が南軍をホワイトの酒場まで押し返したが、最終的にはフィッシャーの農場まで押し戻された。南軍ジョン・R・チャンブリス准将がこの戦闘で戦死した。第10軍団の歩兵部隊がこの日は良いスタートを切り、アルフレッド・テリー准将の師団が、フランシス・ベイツ・ポンド大佐の旅団に先導され、南軍の戦線を突破した。南軍で准将に昇進したばかりだったビクター・ジラーディが指揮したライトの旅団が激しい打撃を受けて後退し、かなりの隙間を空けてしまった。ジラーディはジョージア第64連隊の軍旗を振りかざしているときに、頭に銃弾を受けて戦死した。フィールドは後に「その日だけでなく、リッチモンドまでがやられたように見えた」と記していた。森が深かったので、バーニーもハンコックもかなり有利な位置まで到達できていたことが理解できず、それに付け込めなかった。その間にフィールドがその前線を整理し直して隙間を埋め、北軍を押し返した。南軍ウィリアム・C・オーツ大佐が最初の反撃でアラバマ2個連隊を率いていき、負傷した。この時までにロバート・E・リーがジェームズ川の北岸に来ており、戦闘の様子を見ていた。

### 8月17日-20日
8月17日には戦闘が無く、両軍が死傷者を引き取るために休戦となった。リーは8月19日午前11時から北軍右翼に対して反撃する作戦を立て、騎兵隊がチャールズシティ道路を進み、歩兵部隊がファッセルのミルを攻撃することとした。これらの動きは協調が取れておらず、騎兵隊が動き出したときには午後5時になっていた。暗闇になる前に騎兵隊も歩兵隊もそこそこの成果も上げられなかった。その夜、ハンコックが第2軍団の1個師団をピーターズバーグに戻して塹壕線に入らせ、一方、他の部隊はそこから市の南にあるウィルミントン・アンド・ウェルドン鉄道での戦い（グローブタバンの戦い）に派遣された。8月20日夜までにロバート・E・リーからの動きがなかったので、ハンコックはジェームズ川を越えて軍を戻らせた。

## 戦いの後
北軍の損失は約2,900名であり、その中には熱射病による者もいた。南軍の損失は約1,500名だった。ウェストポイントの陸軍士官学校で、ジョン・R・チャンブリス准将の級友だったグレッグ将軍がチャンブリスの遺骸の世話をさせ、それを戦線の向こうのチャンブリスの未亡人の元に届けさせた。第一次ディープボトムの戦いの時と同様に南軍の小さな防衛軍に対する北軍の襲撃は失敗した。しかし、この操作でリー将軍は北軍の前進に対抗するためにピーターズバーグとバミューダハンドレッドの軍勢を派遣するしかなく、シェナンドー渓谷のアーリー軍を支援することもできなかった。